# Chris Bosh (catch)
Pour les articles homonymes, voir Hancock.
Ne doit pas être confondu avec le basketteur Chris Bosh.
Christopher Hancock, plus connu sous le nom de ring de Chris Bosh, est un catcheur à la retraite américain. Il est surtout connu pour son travail à la Pro Wrestling Guerrilla, où il est trois fois champion du monde par équipe.

## Carrière dans le catch

### Revolution Pro Wrestling
Christopher Hancock s'entraîne à devenir professionnel à la Revolution Pro Rudos Dojo. Il fait ses débuts professionnels au début du mois de novembre 2002 lors de la bataille royale de Fight For The Revolution sous le nom de ring de Chris Bosh. Il commence en tant que babyface mais tourne vite heel et s'allie à Rising Son et Disco Machine (en) pour former l'Aggressive Thrill Attraction (A.T.A) à la Revolution Pro Wrestling. Ils entrent en rivalité avec The Aerial Xpress (Scorpio Sky et Quicksilver (en)), de même que Super Dragon. Bosh bat Super Dragon pour remporter le titre champion poids lourd de Lucha Libre mexicaine, le titre principal de la RPW. Il reste champion jusqu'au dernier spectacle de la fédération, Fight For The Revolution, le 5 décembre 2004, où il perd contre Top Gun Talwar.

### Pro Wrestling Guerilla

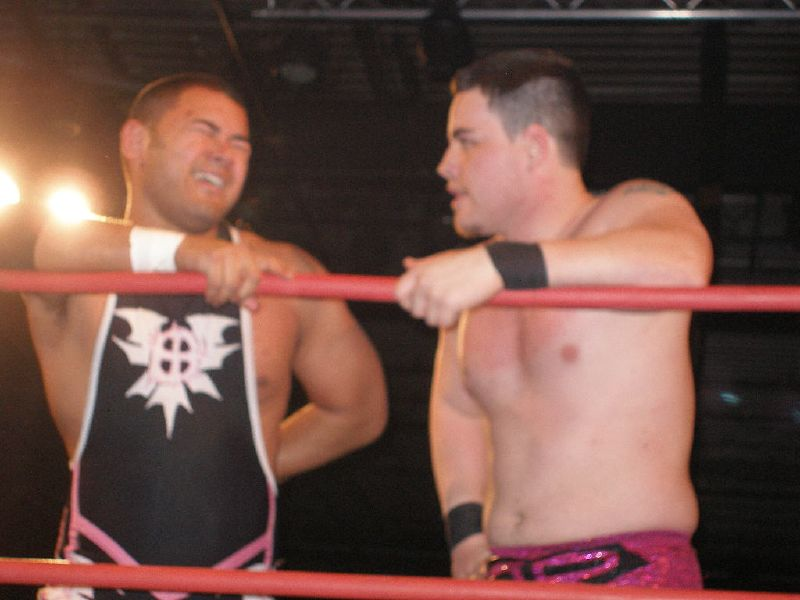
L'équipe « Arrogance » en 2007.

Chris Bosh participe au premier spectacle de la Pro Wrestling Guerrilla le 26 juillet 2003, perdant contre Excalibur. Bosh fait équipe avec Quicksilver (en) lors du tournoi Tango & Cash Invitational, se faisant battre par Joey Ryan et Scott Lost pendant les quarts de final. Ils remportent cependant le championnat par équipe de la PWG trois spectacles plus tard des mains de Ryan et Lost, mais ne le conservent que jusqu'au spectacle d'après où ils sont battus par Super Dragon et Excalibur. Lors de The Next Show, les champions d'alors, Lost et Ryan, s'affrontent dans un match de l'échelle pour déterminer qui remporte les deux ceintures. Lost remporte le match et choisit Bosh comme partenaire. L'équipe prend alors le nom d'« Arrogance ».
Ils ont une série de domination et deviennent l'équipe ayant tenu le titre le plus longtemps ces titres à la PWG avec 273 jours, jusqu'à ce que les Young Bucks brisent ce record en 2009. Pendant leur règne, Arrogance se joint à l'ancien partenaire de Lost, Ryan, et l'aident à gagner la plupart de ses matchs, dont un pour le championnat du monde. Lors de The 2nd Annual PWG Bicentennial Birthday Extravaganza - Night One, Arrogance perd les titres par équipe face à Quicksilver et Scorpio Sky dans un match titres contre masques.
Le 3 et 4 septembre 2005, Bosh participe et remporte le tournoi Battle of Los Angeles après avoir battu El Generico, Jamie Noble et Quicksilver pour arriver en finale et triompher d'A.J. Styles,. Lors d'After School Special, Bosh défie Kevin Steen pour le titre de champion de la fédération. Il lui fait le tombé, mais n'est pas déclaré vainqueur parce que l'arbitre, préalablement mis K.O. par Bosh, le disqualifie. Bosh échoue plusieurs fois à remporter ce championnat face à Steen et Ryan les deux années qui suivent,.
Au début de l'année 2006, Chris Bosh repart à la course au championnat par équipe avec Lost. Ils affrontent Super Dragon et Davey Richards le 19 février 2006 lors de European Vacation - England, mais ne sont pas déclarés vainqueurs. Lors du match revanche, à Enchantment Under the Sea, le 20 mai, Lost et Bosh regagnent les titres des mains de Ryan et Scorpio Sky. Les quatre hommes forment ensuite une faction appelée The Dynasty. Ils conservent le titre jusqu'au 6 octobre, quand ils le perdent face à Super Dragon et B-Boy.
Le 20 et 21 mai 2007, le tournoi Dynamite Duumvirate Tag Team Title Tournament a lieu pour désigner les nouveaux champions, après que Cape Fear (El Generico et Quicksilver) soient démis de leurs titre à cause d'une blessure. Arrogance prend part au tournoi, mais sont éliminés au premier tour par les Muscle Outlaw'z (Naruki Doi et Masato Yoshino).

### Retraite
En juillet 2007, Bosh annonce qu'il fait une pause dans sa carrière de catcheur. Le 6 juillet 2008, Bosh fait une apparition d'une nuit lors du spectacle des cinq ans de la PWG, Life During Wartime, où il est battu par son ancien partenaire de Dynasty, Scorpio Sky.

## Palmarès
- Pro Wrestling Guerrilla
  - PWG World Tag Team Championship (5 fois) - avec Quicksilver (en) (1) et Scott Lost (2)[24]
  - Vainqueur du tournoi Battle of Los Angeles en 2005[14]

- Pro Wrestling Illustrated
  - Classé 299e du classement PWI 500 en 2007[25]

- Revolution Pro Wrestling (en)
  - RPW Mexican Lucha Libre Heavyweight Championship (1 fois)[26]

- SoCal Uncensored (en)
  - Match de l'année (2005), avec Scott Lost, contre Quicksilver et Scorpio Sky, le 9 juillet, lors de The 2nd Annual PWG Bicentennial Birthday Extravaganza - Night One[27]
  - Équipe de l'année avec Scott Lost[27]

### Résultats deLuchas de Apuestas
| Vainqueur (enjeu)                         | Perdant (enjeu)                   | Lieu                    | Spectacle              | Date             | Notes et sources |
| ----------------------------------------- | --------------------------------- | ----------------------- | ---------------------- | ---------------- | ---------------- |
| Excalibur (masques)                       | Chris Bosh (Cheveux)              | Los Angeles, Californie | Pimpin' In High Places | 13 décembre 2003 | [ 28 ]           |
| Quicksilver (en) et Scorpio Sky (masques) | Scott Lost et Chris Bosh (titres) | Los Angeles, Californie | Spectacle de la PWG    | 9 juillet 2005   | [ 12 ]           |